# Казнув-Кольонія
Казнув-Кольонія (пол. Kaznów-Kolonia) — село в Польщі, у гміні Острів-Любельський Любартівського повіту Люблінського воєводства.
Населення — 311 осіб (2011).
У 1975-1998 роках село належало до Люблінського воєводства.

## Демографія
Демографічна структура станом на 31 березня 2011 року:
|          | Загалом | Допрацездатний вік | Працездатний вік | Постпрацездатний вік |
| -------- | ------- | ------------------ | ---------------- | -------------------- |
| Чоловіки | 156     | 42                 | 94               | 20                   |
| Жінки    | 155     | 34                 | 84               | 37                   |
| Разом    | 311     | 76                 | 178              | 57                   |